# 太田彩乃
太田 彩乃（おおた あやの、1984年10月15日 - ）は、日本のタレント、女優である。東京都出身。サンズエンタテインメント所属。

## 人物・来歴
- 妹はタレントの太田里奈。
- 所持資格はナチュラルビューティースタイリスト。
- 芸能人女子フットサルチーム「carezza」に所属していたが、2008年2月20日をもって退団。
- 大網亜矢乃と2人で「Wあやの」と呼ばれ、実際に漫才コンビを組みライブにも頻繁に出演していた。2006年の「M-1グランプリ」に出場したが、1回戦で敗退。2007年も出場し、かねてから「1回戦で敗退したらWあやのは解散」と発言していたが、1回戦を突破し、同年サンズで出場したお笑いコンビ5組の中で唯一、2回戦進出を果たした。
- 2016年2月、9年間交際した一般男性と結婚[1]。

## 出演

### 映画
- ウルトラマンティガ THE FINAL ODYSSEY（松竹 2000年3月11日） - 中学生 役
- TAP THE LAST SHOW（東映 2017年6月17日） - MIKA 役
- 轢き逃げ 最高の最悪な日（東映 2019年5月10日） - マコ 役
- 乱歩の幻影（JACO 2024年7月26日）[2]

### テレビドラマ
- チェイス〜国税査察官〜（2010年4月16日、NHK総合） - 本多絵里香役
- FACE MAKER 第5話「目撃者」（2010年11月4日、読売テレビ） - 恵子 役
- ストレンジャーズ6（2012年1月27日 - 、WOWOW） - 東ユミカ 役
- 恋愛検定 第2話（2012年6月10日、NHK BSプレミアム） - 戸村すみれ 役
- 仮面ライダーウィザード 第44・45話（2013年7月21日・28日、テレビ朝日） - セイレーン/静音 役
- 土曜ワイド劇場 100の資格を持つ女9（2015年1月17日、朝日放送） - キャバ嬢 役
- ウルトラマンX 第6話（2015年8月18日、テレビ東京） - Xioメディカル職員 役
- ドラマ10 お母さん、娘をやめていいですか?（2017年2月3日、NHK）- 川端和子 役
- 警視庁・捜査一課長 2020 第12話（2020年7月30日、テレビ朝日） ‐ 箕輪静香
- 精神分析医 氷室想介の事件簿〜超高層ビル密室殺人の謎〜（2022年2月26日、BS-TBS）- 新藤美奈 役
- 競争の番人 第7話（2022年8月22日、フジテレビ） - 立川 役

### バラエティ
- プロモプリンセス（スカイパーフェクTV!）
- あらびき団（TBS、2007年10月10日、Wあやのとして）
- 浜ちゃんと!（読売テレビ、2007年11月6日 / 日本テレビ、2007年11月7日）

『NHK（ニューほっしゃん。企画）とくぎ自慢』に出場、靴底にスプーンを付けた靴をはいてタップダンスを披露した。

### ラジオ
- サンズRainbow Kiss （Kiss-FM KOBE）
- 当たRadio!（ラジオNIKKEI、2007年10月 - ）

### その他のテレビ番組
- あいうえお（NHK教育テレビ、1997 - 1998年度） - あやとりん 役
- JLC NEWS－（日本レジャーチャンネル、2007年10月 - ）
- Fishing Now 2（独立局などのローカル局、2008年4月 - 2010年3月）

### 舞台
- アニー（2007年 - 2010年） - シャーリー 役(1994年)  / リリー 役
- アルゴミュージカル Sing for You, Sing for Me. - オウム 役
- アルゴミュージカル 招待状は101才 - シズエ 役
- よごれた恋 - 稲子 役
- アルゴミュージカル フラワー メズーラの秘密 - スー 役
- ガールズミュージカルチーム 東京メッツ
- Arts Fusion in KANAGAWA Part2 リボンの騎士〜鷲尾高校演劇部奮闘記〜（2011年2月26日・27日） - サファイア役
- 劇団TEAM-ODAC第10回本公演「浮遊するfitしない者達」（2012年7月）

## リリース作品

### DVD
1. あやの Smile（2005年11月、ジェネオンエンタテインメント）
2. プリズム（2006年6月、竹書房）

オムニバス作品
1. W あやの（2007年5月、エイベックス・マーケティング）- 共演者：大網亜矢乃